# Manuel Álvarez Bravo
Pour les articles homonymes, voir Álvarez et Bravo.

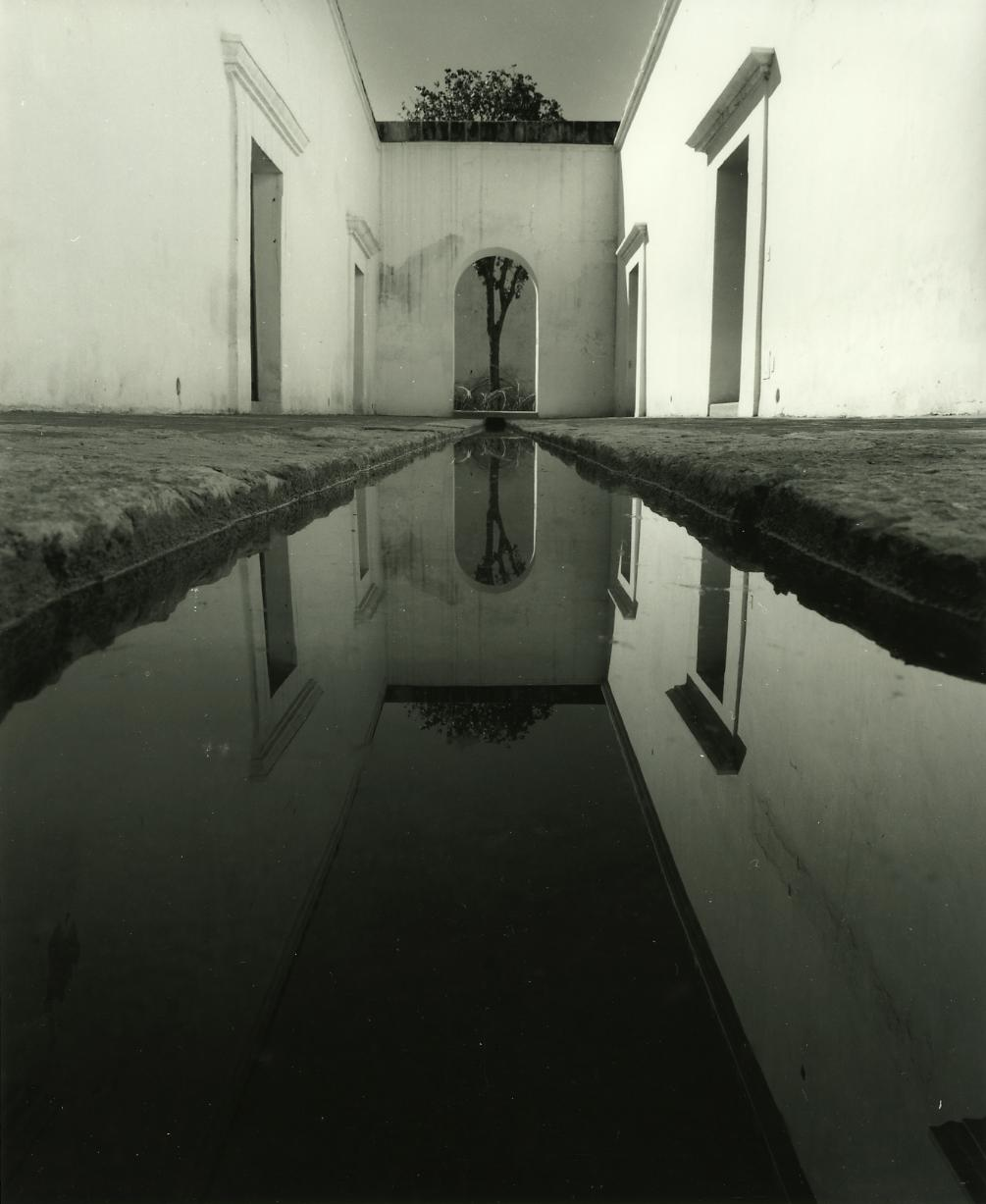
Centre photographique « Manuel Álvarez Bravo » à Oaxaca

Manuel Álvarez Bravo né à Mexico le 4 février 1902 et mort dans la même ville le 19 octobre 2002 est un photographe mexicain.

## Biographie
Il est né en 1902 à Mexico. Son père, qui était professeur, se consacre, de temps à autre, à la peinture et à la photographie. Il entame, dès 1915, son parcours artistique en s'inscrivant à l'Académie d'arts de San Carlos, à Mexico, en cours du soir. Dès 1915, il travaille en parallèle, comme comptable, par nécessité, dans l'administration. 
Sa première influence importante dans l'univers des images a lieu en 1923 grâce à la rencontre du photographe allemand Hugo Brehme (de). Il s'adonne lui-même à la photographie en achetant son premier appareil photo dès l'année suivante. 
En 1925, Álvarez Bravo obtient le premier prix à un concours local dans la ville de Oaxaca. En 1925 toujours, Manuel Álvarez Bravo se marie à Lola Álvarez Bravo, une amie d'enfance  depuis 1916 (Dolores Martinez de Anda de son vrai nom, elle devient photographe également). Le couple s'installe à Oaxaca.
Il fréquente entre autres Edward Weston, Tina Modotti, Diego Rivera. Ces rencontres l'influencent politiquement et idéologiquement, ce que l'on retrouve dans le charisme social qui distingue son œuvre : imprimer la culture et l'identité mexicaines, avec une vision au-delà d'un simple documentaire, en s'immisçant avec une grande imagination dans la vie urbaine et des villages, les zones rurales, la religion, les paysages et les traditions.
En 1930, Tina Modotti est expulsée du Mexique à cause de ses sympathies communistes. Álvarez Bravo prolonge alors  son travail de photographie des grands peintres de l'époque. À cette époque, il embrasse complètement la photographie, abandonnant son travail de comptable, et, en 1932, présente sa première exposition à la galerie Posada. Il expose aussi avec le photographe français Henri Cartier-Bresson dans les salles du Palais de beaux-arts de Mexico, puis à New York avec toujours Henri Cartier-Bresson mais aussi Walker Evans. André Breton est fasciné en le découvrant. Lui et la photographe Lola Álvarez Bravo se séparent en 1934.
Il participe à des expositions et vers les années 1940, se tourne aussi vers le cinéma. Il est notamment photographe de plateau sur plusieurs films de Luis Buñuel. Il enseigne aussi la photographie, de 1947 à 1950, à l’Institut cinématographique mexicain, à l’École des arts plastiques et au Centre universitaire d’études cinématographiques de Mexico.
Il meurt à Mexico, centenaire, le 19 octobre 2002.

### Prix et récompenses
Pendant sa longue carrière nationale comme internationale, Álvarez Bravo a cumulé expériences, prix et expositions. Une grande partie de son travail consistait à rassembler et diffuser d'importantes collections photographiques. Il est aussi à l'origine de la création du premier musée de la photographie au Mexique. 
- 1975 : Prix national des Arts (Mexique)
- 1981 : promu dans l'ordre des Arts et des Lettres (France)
- 1984 : prix Hasselblad (Suède)
- 1987 : Master of photography of ICP à New York (États-Unis)

## Livres
- 2012 : l'Impalpable et l'Imaginaire, préface de Bernard Plossu, textes de Paul-Henri Giraud, 260 p., La Martinière, Paris •  (ISBN 978-2-73244-999-9)

## Expositions (sélection)
- 1940 : Exposition internationale du surréalisme organisée par André Breton à la galerie d’Inés Amor à Mexico.
- 1940 : Exposition Twenty Centuries of Mexican Art au MoMA de New York.
- 25 juin - 5 août 1968 : Manuel Álvarez Bravo. Photographies 1928-1968, Musée des beaux-arts, Mexico.
- 1979 : Rencontres de la photographie d'Arles.
- 20 février - 18 mai 1997 : exposition rétrospective, Museum of Modern Art (MoMA), New York[8].
- 2001 : Rétrospective au Musée Paul Getty de Los Angeles.
- Galerie Agathe Gaillard, Paris
- 16 octobre 2012 - 20 janvier 2013 : exposition au Jeu de paume, Paris[9]

puis 11 février - 19 mai 2013 : Fundación Mapfre, Madrid.

## Filmographie
- (fr) L'Art du photographe : Hay Tiempo, réalisé par Églantine Charbonnier, Hibou production, 2004?, 53 min (DVD)